# Pribić
Pribić je naseljeno mjesto u Republici Hrvatskoj u Zagrebačkoj županiji. 

## Zemljopis
Administrativno je u sastavu općine Krašić. Naselje Pribić se proteže na površini od 7,92 km² i dio je toponima Pribićko prigorje.
Pribićko prigorje tvore izvorna naselja: Čunkova Draga, Dol, Hutin, Kostel Pribićki, Medven Draga, Pribić (Donji Pribić i Gornji Pribić), Pribić Crkveni, Puškarov Jarak, Strmac Pribićki i Svrževo. Pribićko prigorje se proteže na 19,00 km².

## Stanovništvo
Prema popisu stanovništva iz 2001. godine u Pribiću živi 319 stanovnika i to u 91 kućanstvu. Gustoća naseljenosti iznosi 40,28 st./km².
| broj stanovnika | 393   | 430   | 453   | 547   | 481   | 478   | 464   | 516   | 640   | 603   | 551   | 475   | 403   | 371   | 319   | 262   | 193   |
|                 | 1857. | 1869. | 1880. | 1890. | 1900. | 1910. | 1921. | 1931. | 1948. | 1953. | 1961. | 1971. | 1981. | 1991. | 2001. | 2011. | 2021. |

## Poznate osobe
- Franjo Kuharić, hrvatski kardinal (iz Gornjeg Pribića)

## Znamenitosti
- Crkva sv. Siksta, zaštićeno kulturno dobro